# 7103 Wichmann
7103 Wichmann (tên chỉ định: 1953 GH) là một tiểu hành tinh vành đai chính. Nó được phát hiện bởi Karl Wilhelm Reinmuth ở Đài thiên văn Heidelberg-Königstuhl State ở Heidelberg, Đức, ngày 7 tháng 4 năm 1953. Nó được đặt theo tên Moritz Ludwig George Wichmann, một nhà thiên văn học Đức thế kỷ 19 chuyên quan sát các tiểu hành tinh.